# Joe Flacco
(en) Statistiques sur pro-football-reference
Joseph Vincent Flacco, né le 16 janvier 1985 à Audubon dans le New Jersey, est un joueur professionnel américain de football américain jouant au poste de quarterback dans la National Football League (NFL) depuis la saison 2008 et actuellement chez les Browns de Cleveland.
Après avoir été transféré des Panthers de l'université de Pittsburgh, il joue au football universitaire pour les Fightin' Blue Hens de l'université du Delaware. Il est sélectionné par la franchise des Ravens de Baltimore en 15e choix global lors du premier tour de la draft 2008 de la NFL.
Désigné titulaire dès sa première saison professionnelle, Flacco mène les Ravens à deux titres de la division AFC Nord, à trois participations de la finale de conférence AFC et remporte avec les Ravens le Super Bowl XLVII en battant les 49ers de San Francisco en fin de saison 2012, au cours du lequel il a été nommé MVP. Pendant l'intersaison suivant le Super Bowl, Flacco signe un lucratif contrat de six ans d'une valeur de 120,6 millions de dollars, un record à l'époque pour un quarterback.
Il reste titulaire à Baltimore jusqu'au milieu de la saison 2018, date à laquelle, après s'être blessé à la hanche, il est remplacé par le quarterback débutant Lamar Jackson. À la fin de la saison 2018, les Ravens l'échangent aux Broncos de Denver. Après une saison marquée par des problèmes physiques, il est libéré par les Broncos en 2020, signe chez les Jets de New York fin mai 2020, chez les Browns en novembre 2023, chez les Colts d'Indianapolis en 2024 et revient aux Bears en avril 2025.
Malgré des statistiques plutôt moyennes en saison régulière (sans sélection pour le Pro Bowl), Flacco est remarquable toute sa carrière en éliminatoires. Flacco est également connu pour avoir l’un des bras les plus puissants de la NFL, ce qui lui permet d’utiliser un jeu de passe profond, agressif et à haut risque.

## Biographie

### Jeunesse
Flacco est né à Audubon, dans le New Jersey, fils de Karen (née Madden) et de Steve Flacco. Il joue au football, au baseball et au basket-ball au lycée d'Audubon, et est le quarterback titulaire de la Green Wave. La famille Flacco est originaire de Haddon Township, dans le New Jersey. Considéré comme une recrue trois étoiles par Rivals.com, Flacco figure en 39e position des quarterbacks espoirs de la classe de 2003.

### Carrière universitaire

#### Université de Pittsburgh
Il rejoint l'Université de Pittsburgh et leur équipe des Panthers en 2004, bien qu'il ne joue pas du fait de son statut de redshirt. Durant la saison 2005, il est désigné quarterback remplaçant derrière le titulaire Tyler Palko. Il ne participe qu'à trois matchs contre l'université de l'Ohio, l'université du Nebraska et l'université de Floride du Sud. Sur la saison, il ne complète qu'une seule passe pour 11 yards.

#### Université du Delaware
Transféré en saison 2005 à l'Université du Delaware, il passe une saison blanche sans avoir le droit d'être éligible. Il retourne sur les terrains à l'occasion de la saison 2006, où il devient pour la première fois quarterback titulaire, et termine la saison avec près de 3 000 yards au compteur, 18 touchdowns à la passe et 10 interceptions, mais son équipe n'atteint pas les éliminatoires.
Au cours de la saison 2007, Flacco mène son équipe à une fiche de 8 victoires et 3 défaites en saison régulière tout en totalisant 4 263 yards, 23 touchdowns à la passe et 5 interceptions. On peut dire que son meilleur match est contre la Navy, où il lance pour 434 yards et quatre touchdowns. Flacco réalise une autre solide performance lors de la toute première rencontre contre les Hornets du Delaware (en) lors du premier tour éliminatoire. Flacco marque pour 189 yards et un touchdown, menant les Blue Hens à une victoire facile de 44 à 7. Il poursuit les éliminatoires du Delaware en éliminant 39 à 27 les Panthers de l'Iowa du Nord (en) en quarts de finale de la FCS et 20 à 17 les Salukis de l'Université du Sud de l'Illinois à Carbondale le week-end suivant en demi-finale. Flacco marque deux touchdowns pour gagner à la fois contre les Panthers et les Salukis, mais perd ensuite le match de championnat contre les Mountaineers de l'université d'État des Appalaches 49-21.
Cette dernière saison, ainsi que de solides performances devant les recruteurs de la NFL, en font un top prospect pour la draft 2008 de la NFL.
Flacco établit 20 records scolaires au cours de sa carrière au Delaware.
Début septembre 2009, une affiche de 20 mètres sur 30 de Flacco est ajoutée à la façade du stade Delaware.

### Carrière professionnelle
| Taille | Poids  | Bras | Main | Sprint   | Sprint   | Sprint   | Shuttle 20 yards | 3 cones drill | Détente   | Détente     | Développé couché | Test Wonderlic |
| Taille | Poids  | Bras | Main | 40 yards | 10 yards | 20 yards | Shuttle 20 yards | 3 cones drill | verticale | horizontale | Développé couché | Test Wonderlic |
| 1,99 m | 107 kg | -    | -    | 4,84 s   | 1,62 s   | 2,79 s   | 4,27 s           | 6.82 s        | 0,72 m    | 2,79 m      | 27 reps          | -              |

Au Delaware, Flacco est pessimiste quant à ses chances de jouer dans la NFL et, après son année junior, il demande à son entraîneur l'autorisation de jouer au baseball. L'entraîneur lui prédit qu'il serait sélectionné dans la draft de la NFL, surprenant Flacco. Avec une solide performance au Senior Bowl et au combine tenu par la NFL, Flacco s'impose en tant que top 5 parmi les quarterbacks en vue de la draft 2008 de la NFL. Il remporte le concours de lancer longue distance au ESPN's State Farm College Football All-Star Challenge avec un lancer de 74 yards, battant Matt Ryan, Colt Brennan (en), Chad Henne et John David Booty, et par la suite le Quarterback Scramble de Taco Bell avec un temps de 15,72 secondes.

#### Ravens de Baltimore
Flacco est sélectionné par les Ravens avec le 18e choix au total de la draft 2008 de la NFL après que l'équipe ait échangé la 8e sélection contre la 26e, puis un nouvel échange à la hausse pour la 18e. La sélection fait de Flacco le joueur sélectionné le plus haut en provenance de Delaware. Il est également le premier quarterback de la Division I-FCS (anciennement I-AA) à être sélectionné au premier tour depuis Steve McNair, troisième choix des Oilers de Houston lors de la draft 1995 de la NFL. Les commentateurs critiquent le choix en tant que « cible », estimant que Flacco aurait probablement encore été disponible au milieu du deuxième tour. DeCosta, cependant, déclare que l'attente est un pari trop lourd et que choisir Flacco au premier tour est « une décision facile à prendre ».
Le 16 juillet 2008, il signe un contrat de cinq ans d’une valeur maximale d'environ 30 millions de dollars et d’une garantie de 8,75 millions.

##### 2008

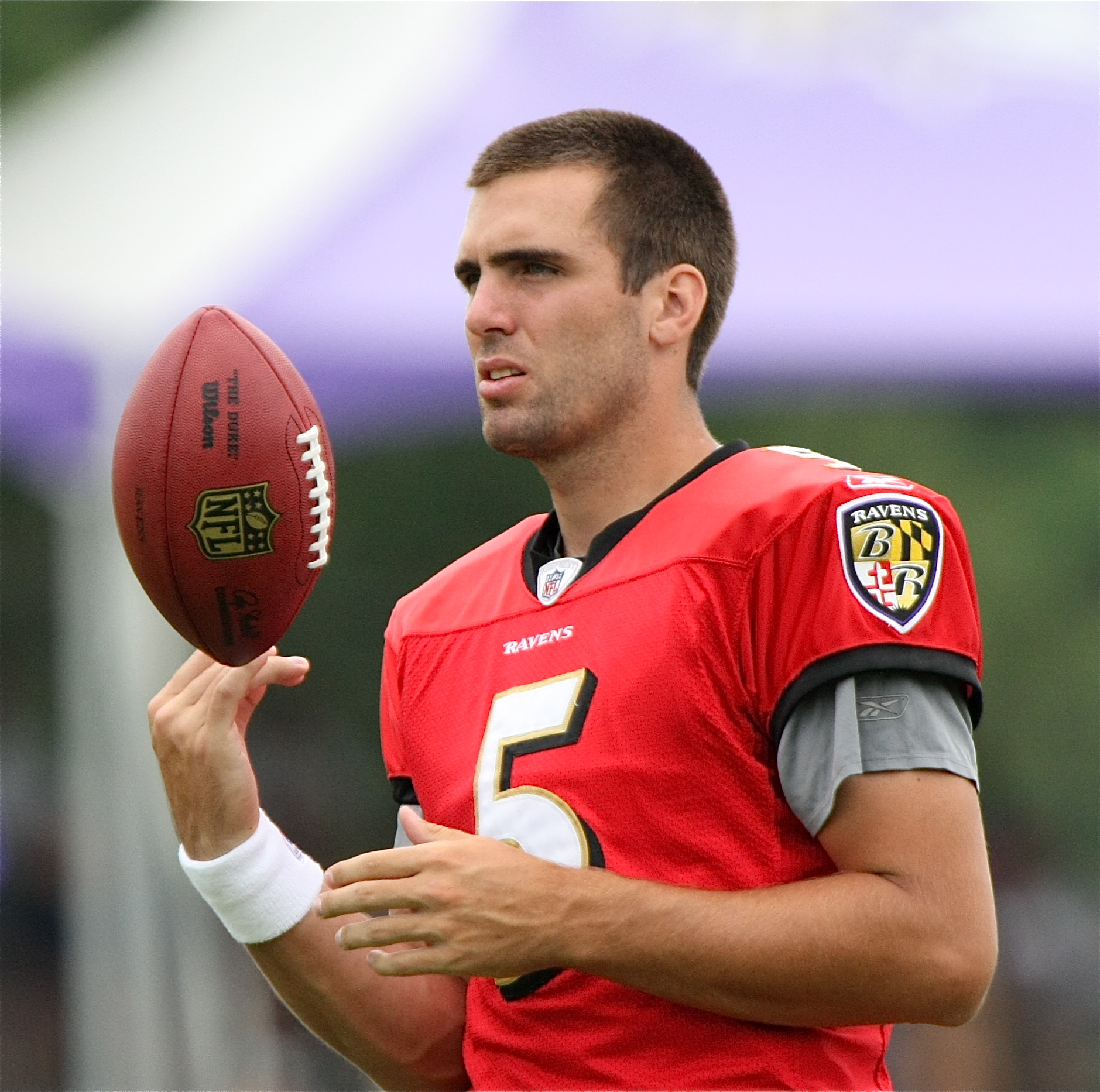
Joe Flacco chez les Ravens en 2008.

À la suite des blessures et indisponibilités du vétéran Kyle Boller et de l'ancien vainqueur du trophée Heisman Troy Smith, il nommé quarterback titulaire dès le premier match de la saison contre les Bengals de Cincinnati. Il complète 15 de ses 29 passes pour 129 yards, sa plus longue passe étant de 15 yards à Derrick Mason (en). Il ne lance aucun touchdown et aucune interception à ses débuts, mais il marque un touchdown par une course de 38 yards, ce qui est le plus long pour un quarterback dans l'histoire de la franchise des Ravens. Le touchdown de Flacco fait grimper les Ravens à 17 à 3 ; l'équipe gagne finalement le match 17 à 10.
Pour sa première saison, Flacco est nommé joueur offensif de la semaine dans l'AFC durant la 9e semaine, débutant de la semaine, débutant de la semaine NFLPA et débutant du mois de novembre. Flacco termine sa première saison professionnelle avec un bilan de passes de 257 passes réussies sur 428 passes tentées pour 2 971 yards avec un total de 16 touchdowns (14 par la passe et 2 au sol) et 14 revirements (12 interceptions et 2 fumbles perdus),.
En éliminatoires, il réalise une performance moyenne au tour préliminaire, au cours d'une victoire de 27 à 9 contre les Dolphins de Miami après n'avoir complété que 9 passes sur 23, pour aucun touchdown ni interception. Il marque le touchdown de la victoire au quatrième quart-temps. Il n'est toutefois que le cinquième quarterback débutant à remporter son premier match éliminatoire, avec Shaun King (en), Ben Roethlisberger, Mark Sanchez et Russell Wilson.
Il devient ensuite le premier quarterback débutant à remporter deux matchs éliminatoires (avant d'être rejoint en 2009 par Mark Sanchez) grâce à une victoire de 13 à 10 contre les Titans du Tennessee. Ce jour-là, Flacco réussit 11 passes sur 22 pour un total de 148 yards et un touchdown, sans perte de ballon pour un deuxième match de suite.
Son parcours s'arrête en finale de conférence, après une défaite de 23 à 14 contre les futurs champions du Super Bowl XLIII, les Steelers de Pittsburgh. Flacco lance pour 141 yards, et est victime de trois sacks et trois interceptions, l’une étant décisive pour Troy Polamalu, qui retourne la passe pour un touchdown.
Flacco est nommé Diet Pepsi NFL Rookie of the Year en janvier 2009.

##### 2009
Après avoir bien performé à sa première saison, il est maintenu à son poste de titulaire. Il améliore encore son niveau de jeu, et réussit à dépasser le stade des 3 000 yards et 20 touchdowns lancés en une saison pour la première fois de sa carrière. Cela lui permet de mener son équipe à un de bilan de 9 victoires et 7 défaites, et de qualifier les Ravens une nouvelle fois aux éliminatoires.
Lors du match d’ouverture de la saison à Baltimore contre les Chiefs de Kansas City, Joe Flacco mène les Ravens à leur première victoire de la saison. Il amasse 307 yards et trois touchdowns, deux sommets en carrière, ainsi que 18 yards au sol. Il lance également une interception et a une évaluation de quarterback de 95,8. Au cours de ce match, les Ravens battent le record d'équipe pour les yards gagnés par l'attaque, que ce soit la course ou la passe, dans un match avec un total de 501.
Lors de la 15e semaine contre les Bears de Chicago, Flacco bat son record personnel de passes de touchdown en un match avec quatre au total, avec des passes pour 234 yards et 72 % de ses passes réussies, lui permettant une évaluation de 135,6. Les Ravens gagnent le match 31 à 7. Avec 3 613 yards et 21 touchdowns, Flacco devient le premier quarterback des Ravens depuis Vinny Testaverde à lancer pour plus de 3 000 yards et plus de 20 touchdowns en une seule saison. Il égalise également le nombre d'interception de sa dernière saison avec 12.
Blessé, il réalise une performance médiocre au premier match éliminatoire, en tour préliminaire, avec seulement 4 passes complétées sur 10, 34 yards et 1 interception, mais son équipe parvient à battre les Patriots de la Nouvelle-Angleterre sur le score de 33 à 14. Au match suivant, à la suite d'une nouvelle contre-performance, son équipe est éliminée par les futurs finalistes du Super Bowl XLIV, les Colts d'Indianapolis, sur le score de 20 à 3.

##### 2010
En ouverture de la saison, Flacco et les Ravens sont les premiers visiteurs du nouveau stade New Meadowlands Stadium contre les Jets de New York. Flacco amasse 248 yards tout en complétant 52,6 % de ses passes, ayant une interception et perdant un fumble. Dans un match hautement défensif, les Ravens remportent la victoire 10 à 9 contre leur ancien coordinateur défensif, Rex Ryan.

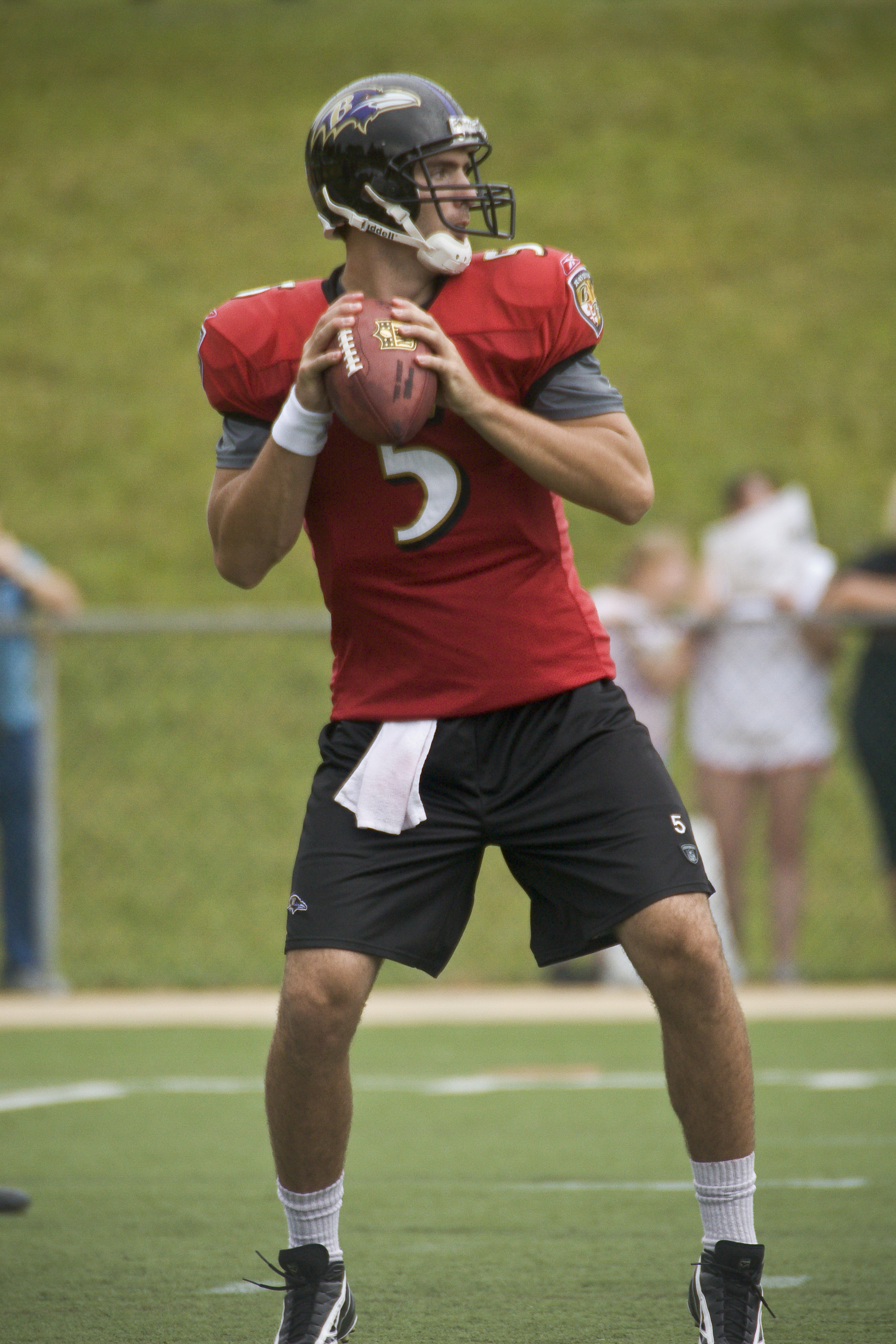
Joe Flacco

Au cours de la 2e semaine, il signe la pire performance de sa carrière dans un match contre les Bengals de Cincinnati, en complétant seulement 43 % de ses passes, envoyant 4 interceptions et signant une faible évaluation de 23,8. Flacco et les Ravens jouent leur premier match à domicile contre les Browns de Cleveland et il rebondit après sa défaite contre les Bengals de la semaine précédente et réalise son meilleur match de la jeune saison. Il trouve Anquan Boldin, wide receiver acquis durant l'intersaison, pour 3 touchdowns, sans aucune interception et en accumulant une cote de 128,7. Les Ravens gagnent le match 24 à 17. Durant la 4e semaine, et alors qu'il ne les avait encore jamais battus, il signe une victoire contre les rivaux de division, les Steelers, après avoir réalisé un dernier drive victorieux avec à peine une minute restante au temps règlementaire à jouer. Il termine la saison avec des statistiques améliorées par rapport à la saison précédente, 3 622 yards gagnés, 25 passes de touchdown, une évaluation de 93,6, et seulement 10 interceptions, tout en établissant un « sommet » en carrière avec quatre fumbles perdus. Il emmène les Ravens au bilan de 12-4, devenant l'un des quatre quarterbacks de l'histoire à mener son équipe en playoffs au cours de ses trois premières saisons.
Le premier match éliminatoire est encore une fois une victoire, 30 à 7, contre les Chiefs de Kansas City, et Flacco y réalise une très bonne performance, devenant le premier quarterback à remporter un match éliminatoire au cours de ses trois premières saisons. Lors du match suivant, les Ravens sont néanmoins encore une fois battus par les Steelers sur le score de 31 à 24.
Joe Flacco est classé 90e par ses coéquipiers dans le top 100 des joueurs de la NFL en 2011.

##### 2011
Flacco connaît son meilleur match de la saison dans la 3e semaine. Il réussit 27 de ses 48 passes tentées avec un total record de 389 yards et trois touchdowns, le tout au premier quart-temps et à Torrey Smith (qui termine le match avec une performance de cinq réceptions et 152 yards). Flacco a une cote de 103,6, ainsi que 27 yards au sol et un fumble perdu. Les Ravens ont marqué 37 points, le meilleur score de la saison, dans la victoire de 30 points sur les Rams de Saint-Louis et ont également établi le record de franchise de 553 yards offensifs.
Cette saison est statistiquement très légèrement moins bonne que la précédente pour Flacco. Néanmoins, au niveau des résultats, c'est une réussite : les Ravens battent les Steelers deux fois durant la saison pour la première fois depuis son arrivée, et grâce à un bilan de 12 victoires et 4 défaites, il remporte également le premier titre de champion de la division AFC Nord de sa carrière. Grâce à cela, il permet à son équipe de se qualifier de nouveau en éliminatoires, et pour la première fois avec un laissez-passer pour le match de division.
Flacco termine la saison en ayant commencé les 16 matchs. Il a 312 passes réussies sur 542 tentatives (57,6 %). Il totalise 3 610 yards, 20 touchdowns et 12 interceptions. Il a une moyenne de 225,6 yards par match, est capturé 31 fois au cours de la saison et établit un nouveau sommet en carrière avec six fumbles perdus. Il termine l'année avec une évaluation de 80,9,.
Après une bonne performance de sa part, les Ravens vainquent les Texans de Houston 20 à 13 lors de ce tour éliminatoire. Flacco lance pour 176 yards et deux touchdowns, sans pertes de balle. Il devient le premier quarterback à aller en éliminatoires lors de ses quatre premières saisons, et à y remporter un match. En finale de conférence, où Flacco revient pour la première fois depuis son année comme débutant, ils affrontent les Patriots. Flacco réussit 22 de ses 36 tentatives de passes en inscrivant deux touchdowns et une interception, avec 306 yards à la passe. Ces statistiques sont suffisantes pour surpasser le quarterback Tom Brady des Patriots de la Nouvelle-Angleterre, qui totalise 67 yards en moins, deux touchdowns et une interception de plus que Flacco. Malgré ces performances, ils perdent sur le score de 23 à 20, après l'échec d'un field goal dans les dernières secondes et ce sont les Patriots qui se qualifient pour le Super Bowl XLVI.

##### 2012, Super Bowl XLVII
Dans la liste des 100 meilleurs joueurs de la NFL en 2012, Flacco est classé au 74e rang par les autres joueurs.
En dépit du succès de Flacco - les Ravens participent aux séries éliminatoires à chacune de ses quatre premières saisons -, peu le voient comme l'un des meilleurs quarterbacks de la NFL, n'ayant jamais été sélectionné pour le Pro Bowl. En avril 2012, Flacco est, comme le déclare plus tard le New York Times, « presque universellement ridiculisé » lorsqu'il déclare qu'il est le meilleur quarterback de la NFL, supérieur à Tom Brady, Peyton Manning ou Aaron Rodgers, avec cette déclaration suivante : « Je ne pense pas que je réussirais très bien dans mon travail si je ne me sentais pas comme ça ». En juillet, il décline l'offre d'un nouveau contrat proposé par les Ravens, 16 millions de dollars par an, disant à son agent qu'il pense pouvoir s'améliorer et gagner davantage.
Au cours de la première semaine, Flacco amasse 299 yards et deux touchdowns dans une victoire de 44 à 13 sur les Bengals de Cincinnati pour remporter son deuxième honneur du joueur offensif de la semaine,. À la 11e semaine, les Ravens ont un bilan de 9 victoires et 2 défaites. Cependant, Flacco joue encore une fois de manière médiocre lors du match-revanche contre les Steelers de la 12e semaine, ne complétant que 16 passes sur 34 pour 188 yards avec un touchdown et une interception. Le match voit les Ravens gâcher une avance de 10 points et perdre 20 à 23, malgré le fait que leurs rivaux de division aient aligné leur quarterback remplaçant, Charlie Batch. La semaine suivante, contre les Redskins de Washington, Flacco complète 16 passes sur 21 avec trois touchdowns, mais a de nouveau moins de 200 yards lors des premières défaites consécutives de la saison. L’attaque restant incohérente et l’équipe manquant l’occasion de gagner sa division à chaque défaite, le coordinateur offensif Cam Cameron est renvoyé de façon inattendue et remplacé par l’entraîneur des quarterbacks - et ancien entraîneur principal des Colts d'Indianapolis - Jim Caldwell. Le changement de coordinateur est suivi d'une défaite face aux Broncos de Denver, ce qui entraîne une critique généralisée de Flacco dans les médias.
Il emmène cette saison-là les Ravens à un bilan de 10 victoires et 6 défaites, et leur permet de décrocher leur deuxième titre de Division Nord consécutif, une première pour l'équipe, et les emmène pour la cinquième fois de suite en éliminatoires, devenant le premier quarterback à accomplir cela durant ses cinq premières saisons.
Pour le match de tour préliminaire, ils reçoivent les Colts d'Indianapolis, emmenés par le débutant Andrew Luck. Flacco y réalise un match très propre, avec 2 touchdowns, 282 yards et aucun revirement, et aide à empocher la victoire sur le score de 24 à 9. Qualifiés pour le match de division, ils affrontent les ultra-favoris, les Broncos de Denver, chez eux, menés par Peyton Manning. Il y réalise l'un des meilleurs matchs de sa carrière (331 yards, 3 touchdowns et pas d’interception) face à l'une des meilleures équipes de la saison. Au quatrième quart-temps, les Ravens sont menés 35 à 28 et ont une dernière chance d'égaliser. Après une passe incomplète et un scramble de 7 yards, le 3e down et 3, Flacco lance une passe de touchdown de 70 yards à Jacoby Jones, envoyant le match en prolongation. La passe est appelée le «Mile High Miracle (en) », « l'un des plus grands jeux de l'histoire de la » NFL et on établit des comparaisons avec la passe « Hail Mary » de Roger Staubach, l'« Immaculate Reception » de Terry Bradshaw et avec The Catch de Joe Montana. Baltimore remporte la victoire après deux prolongations sur le score de 38 à 35. Il se qualifie du coup pour la troisième finale de conférence de sa carrière, la deuxième consécutive.
Cette finale de conférence les oppose de nouveau aux Patriots de la Nouvelle-Angleterre, qui les avaient déjà battus la saison précédente au même stade de la compétition. Le 20 janvier 2013, Flacco et les Ravens vengent la défaite face aux Patriots lors du match de championnat de l’année précédente, avec une victoire de 28 à 13, assurant ainsi leur place au Super Bowl XLVII. Flacco lance pour 240 yards et trois touchdowns, marquant ainsi son troisième match consécutif avec une évaluation supérieur à 100. Avec cette victoire, Flacco devient le deuxième quarterback de la NFL à vaincre à la fois Peyton Manning (avec les Broncos) et Tom Brady dans la même saison depuis que les deux sont devenus titulaires en 2001 (le premier à le faire est Mark Sanchez en 2010),.
Dans une victoire 34 à 31 sur les 49ers de San Francisco, considérés comme favoris, au Super Bowl XLVII, joué le 3 février 2013, Flacco complète 22 de ses 33 passes pour 287 yards et trois autres touchdowns, le plaçant au premier rang de la liste des matchs éliminatoires consécutives avec au moins trois passes de touchdowns (3 matchs). Avec un quatrième match éliminatoire avec une évaluation supérieure à 100 en une seule saison, il établit un autre record. Flacco est nommé MVP du match. Pour remporter le prix, il reçoit une Chevrolet Corvette rouge alors flambant neuve.
Après plusieurs semaines de discussion, fort de ce titre de MVP, il est récompensé par la direction des Ravens et signe le 1er mars 2013 le plus gros contrat jamais signé en NFL, à savoir 120 millions de dollars sur 6 ans.

##### 2013
Devenu l'un des quarterbacks les mieux payés de la NFL, les objectifs de cette saison sont pour lui de démontrer qu'il est l'un des meilleurs quarterbacks de la ligue, et pour son équipe, de défendre le titre acquis la saison précédente. Pourtant, la saison commence mal, avec une défaite dès le premier match de la saison face aux Broncos, dans un match revanche des dernières éliminatoires. Flacco réalise à cette occasion une prestation en demi-teinte : s'il lance pour 362 yards et deux touchdowns, il est également intercepté deux fois. Il termine également avec un nombre impressionnant de passes lancées (62) pour seulement 54 % de passes complétées, ce qui annonce l'un des problèmes qui sera récurrent pour l'attaque des Ravens cette saison : face à une baisse drastique des performances du running back, Ray Rice, Flacco est bien plus utilisé sans pour autant réussir à compléter un grand nombre de passes, paralysant toute l'attaque. Ce schéma se reproduit durant l'ensemble de la saison, et si Flacco réalise beaucoup de matchs solides, il ne parvient pas à réaliser une performance de référence cette saison ni à emmener parfaitement son attaque. Au contraire, il subit notamment son record d'interceptions lors de la 4e semaine, où il se fait intercepter cinq fois par les Bills de Buffalo, et perd pour la première fois de sa carrière contre les Browns de Cleveland lors de la 9e semaine. Lors de la dernière journée face aux Bengals de Cincinnati, alors qu'une victoire permettrait aux Ravens d'être qualifiés pour les éliminatoires, il lance trois interceptions qui signent la défaite de son équipe et un bilan moyen de 8 victoires et 8 défaites, synonyme d'absence en éliminatoires pour la première fois de sa carrière,. Ce bilan contrasté se retrouve également au niveau de ses statistiques individuelles : s'il augmente son nombre de passes lancées (614), complétées (362), de yards gagnés à la passe (3 912), il finit sous la barre des 20 touchdowns, réalise la première saison de sa carrière avec plus d'interceptions que de touchdowns (22 contre 19) et obtient l'évaluation la plus faible de sa carrière (73,1).

##### 2014
En dépit de son année 2013 en demi-teinte, Joe Flacco apparaît au 58e rang du top 100 des meilleurs joueurs de la NFL de 2014.
Dans leur match d'ouverture à domicile pour la saison 2014, les Ravens affrontent leurs rivaux de division, les Bengals de Cincinnati. Le match voit les Ravens traîner pratiquement tout le temps ; cependant, leur premier avantage du match vient d'une passe de touchdown de 80 yards de Flacco à Steve Smith Sr.. Cependant, les Ravens perdent la partie 23 à 16 après que le quarterback des Bengals, Andy Dalton, se soit connecté au wide receiver A. J. Green pour un touchdown tout aussi impressionnant de 77 yards qui décide finalement du vainqueur. C'est la première fois depuis 2005 que les Ravens perdent leur match d'ouverture à domicile. Flacco termine la partie en complétant 35 de ses 62 passes pour 345 yards (record de la saison), un touchdown et une interception, avec une évaluation de 71.
Flacco a son meilleur match de la saison à la 6e semaine et l’un des meilleurs de sa carrière. Il complète 21 de ses 28 passes pour 306 yards et cinq passes de touchdown (record en carrière), à quatre receveurs différents (Steve Smith, Torrey Smith, Kamar Aiken et Michael Campanaro) sans aucune interception. Une fois de plus, il n'a pas été capturé et a obtenu une évaluation de passeur de 149,7, le plus haut de la saison. Flacco devient le quarterback le plus rapide à lancer cinq passes de touchdown, puisqu'il ne lui faut que 16 minutes et 3 secondes. Les Ravens écrasent les Buccaneers de Tampa Bay 48 à 17. Il remporte les honneurs du joueur offensif de la semaine pour la troisième fois de sa carrière.
Lors de la semaine 16, les Ravens affrontent les Texans de Houston avec une chance de se qualifier pour les éliminatoires. Flacco joue son pire match de la saison et sans doute le pire de sa carrière. Il termine la première mi-temps avec seulement 27 yards par la passe et deux interceptions, alors que les Ravens perdent 16 à 0. Ils se rassemblent en deuxième mi-temps, alors que Flacco marque deux passes de touchdown à Torrey Smith, mais ils ne mènent jamais au score et perdent 25 à 13. Flacco réussit 21 de ses 50 passes pour des gains de 195 yards, deux touchdowns et trois interceptions, avec une cote de passeur de 41,7, sa pire de la saison. Il est également victime de deux fois.
Au cours de la semaine 17, les Ravens affrontent les Browns de Cleveland à Baltimore. Ils ont une chance de remporter la dernière place disponible aux éliminatoires, mais ils ont besoin d’une victoire et d'une victoire ou d'un nul des Chiefs de Kansas City contre les Chargers de San Diego. En perdant 10 à 6 au quatrième quart-temps, Flacco avance en force et lance une passe profonde à Torrey Smith, qui attrape le ballon à la ligne des 16 yards des Browns. Lors du prochain jeu, Flacco communique à nouveau avec Smith, cette fois pour un touchdown, ce qui permet aux Ravens de mener 13 à 10 avec 7 minutes et 33 secondes à jouer dans le match. Avec moins de quatre minutes à jouer, Flacco lance une nouvelle passe de touchdown à Kamar Aiken cette fois-ci, scellant une victoire de 20 à 10. Kansas City a rendu service aux Ravens en battant San Diego 19 à 7, donnant à Baltimore la place finale pour les éliminatoires chez les équipes de l'AFC. Flacco termine le match avec 22 passes sur 36 complétées, 312 yards, 2 touchdowns et aucune interception avec une note de passeur de 107,6. Flacco est également victime d'un sack, ce qui provoque l'un de ses deux fumbles dans le match (il n'en a perdu aucun).
En 2014, Flacco connaît la meilleure saison régulière de sa carrière. Il établit des records de yards gagnés (3 986), de passes de touchdown (27), mais également pour le plus petit nombre de sacks subis (19), de fumbles (5) et de fumbles perdus (0). Il tente également de compléter le deuxième plus grand nombre de passes en une saison de sa carrière (344 sur 554 tentatives). De la semaine 2 à la semaine 4, Flacco n'est pas du tout capturé. Dans 5 des 6 derniers matchs de Flacco, son évaluation de passeur est de 99 ou plus, à l'exception de la défaite 25 à 13 contre Houston. Il mène Baltimore à un bilan de 10 victoires et 6 défaites.
Lors de la phase préliminaire des éliminatoires, les Ravens affrontent les Steelers de Pittsburgh, vainqueurs de la division Nord, au Heinz Field. Flacco complète 18 de ses 29 passes pour 259 yards, deux touchdowns et aucune interception avec une cote de passe de 114,0, alors que les Ravens battent les Steelers 30 à 17. Il est capturé une fois, après qu'un de ses joueurs de la ligne offensive l'ait fait trébucher lors de la première série offensive du match. C'est la première fois que les Ravens battent les Steelers en éliminatoires. Flacco poursuit également sa série de victoires dans le premier tour éliminatoire de son équipe. Sa plus grande réussite, cependant, est peut-être d'être devenu le premier quarterback de l'histoire de la NFL à avoir débuté et remporté un match éliminatoire lors de six de ses sept premières saisons.
Lors du match de division des éliminatoires, les Ravens se rendent à Foxborough pour affronter les Patriots de la Nouvelle-Angleterre, tête de série numéro 1, mais perdent face aux futurs champions du Super Bowl XLIX sur le score de 31 à 35, bien qu'ils aient menés deux fois de 14 points. Flacco a tout de même connu de bonnes performances, avec une moyenne de 28 passes complétées sur 45 avec 292 yards, 4 passes de touchdown, 2 interceptions et une cote de passeur de 92,1. Une fois encore, il n'a pas été victime de sack.
Pour ses performances au cours de la saison 2014, Flacco est invité au Pro Bowl 2015 en tant que remplaçant, mais refuse de jouer car son épouse, Dana, doit donner naissance à son troisième enfant durant le mois.
Dans le top 100 annuel des meilleurs joueurs de la NFL, Flacco figure au 97e rang, le classement le plus bas de sa carrière. Il chute de 39 places par rapport à l'année précédente, où il est classé numéro 58.

##### 2015
Les Ravens commencent leur saison 2015 à Denver, le lieu où Flacco a eu sa performance en éliminatoires trois ans plus tôt. Menant le jeu, 13 à 9, avec moins d'une minute au troisième quart-temps, Flacco effectue une passe au centre du terrain, visant Steve Smith Sr., mais manque la passe qui est interceptée par le cornerback des Broncos Aqib Talib et est retourné pour 51 yards pour un touchdown défensif. C'est le premier pick-six de Flacco depuis la fin de la saison 2013. À moins d’une minute de la fin du match, les Ravens ont le ballon sur la ligne des 16 yards de Denver et perdent 19 à 13. Flacco jette une passe dans la zone des buts, destinée à Crockett Gillmore (en), mais celle-ci est interceptée par le safety adverse, Darian Stewart, un ancien des Ravens, mettant officiellement fin au match pour Baltimore.
Au cours de la deuxième semaine, contre les Raiders d'Oakland, Flacco rebondit en réussissant 32 de ses 45 passes pour 384 yards et deux passes de touchdown pour Crockett Gillmore, avec une évaluation de 102,5. Cependant, alors qu'il essayait de ramener les Ravens à la fin du match, il est capturé par le cornerback Neiko Thorpe avec moins de 30 secondes à jouer, donnant aux Raiders une victoire de 37 à 33. C'est la première fois de sa carrière dans la NFL que Flacco débute une saison avec un bilan de 0-2.
Lors du dernier drive de la 11e semaine des Ravens contre les Rams de Saint-Louis, Flacco se déchire les ligaments croisés, mettant fin à sa saison 2015. Il reste dans le match pour compléter le drive et permettre à Baltimore de marquer le field goal décisif, donnant aux Ravens une victoire de 16 à 13 à domicile.
Les Ravens ont un bilan de 3 victoires et 7 défaites sous Flacco. Il termine la saison avec 266 passes complétées sur 413 tentatives, 2 791 yards, 14 touchdowns, 12 interceptions, une évaluation de 83,1, trois touchdowns au sol et cinq fumbles, en perdant deux. Il n’apparaît pas non plus sur la liste annuelle des 100 meilleurs joueurs de la NFL pour la première fois depuis le début de sa carrière.

##### 2016
Le 2 mars 2016, Flacco accepte une prolongation de contrat de trois ans pour une valeur de 66,4 millions, dont 40 millions de prime à la signature, ce qui fait trois millions de plus que la prime la plus haute jamais accordée jusqu'à ce jour.
Après leur victoire contre les Jaguars de Jacksonville au cours de la troisième semaine, Flacco et les Ravens ont un bilan de 3 victoires et aucune défaite, leur meilleur après trois matchs depuis la saison 2009. Ils vont cependant s'essouffler par après et terminer l'année avec un bilan de 8 victoires et 8 défaites, ce qui les élimine des éliminatoires pour la deuxième saison consécutive. Cela n'était plus arrivé depuis les saisons 2004 et 2005. Flacco enregistre un record en carrière et un record d'équipe de 4 317 yards pour la première fois. Il atteint au moins 4 000 yards pour la première fois, mais n’a lancé que 20 touchdowns et 15 interceptions, le deuxième plus haut total de sa carrière. Flacco affiche une moyenne de 6,4 yards par tentative, égalant sa pire performance en carrière. Flacco réalise également un total de 436 passes réussies et 672 tentatives, qui sont les chiffres les plus élevés de sa carrière, mais également pour un quarterback des Ravens,. Les 672 tentatives de passes se classent actuellement au cinquième rang en une saison dans l’histoire de la ligue.

##### 2017
Le 26 juillet 2017, la franchise annonce qu'une blessure au dos est diagnostiquée chez Flacco, ce qui l'empêche de participer au camp d'entraînement pendant plusieurs semaines. Au cours du match du jeudi soir contre les Dolphins de Miami en huitième semaine, Flacco est victime d'une commotion cérébrale conséquente à un coup dur porté par le linebacker adverse Kiko Alonso. Flacco quitte le match et est remplacé par Ryan Mallett. Les Ravens l'emportent néanmoins 40 à 0. Les Ravens terminent la saison avec un bilan de 9 victoires et 7 défaites. Ils manquent les éliminatoires après la défaite 31 à 27 contre les Bengals de Cincinnati en 17e semaine, ce qui donne la qualification aux Bills de Buffalo. Flacco termine la saison après avoir débuté 16 matchs comme titulaire, totalisant 3 141 yards, 18 touchdowns et 13 interceptions.

##### 2018
Le 9 septembre 2018, lors du match d'ouverture de la saison contre les Bills de Buffalo, Flacco inscrit trois touchdowns à la passe et obtient une évaluation de 121,7. Les Ravens gagnent aisément 47 à 3. La semaine suivante, il enregistre 376 yards à la passe, deux touchdowns et deux interceptions contre les Bengals de Cincinnati, perdant ainsi son septième match joué à Cincinnati. Il commet un fumble lors du 4e quart-temps, ce qui l’empêche de revenir au score.
Après avoir subi une blessure à la hanche lors de la défaite contre les Steelers de Pittsburgh en 9e semaine, Flacco est remplacé par le quarterback débutant Lamar Jackson. Il devient pour la première fois de sa carrière remplaçant au poste de quarterback.
Il termine la saison 2018 avec 232 passes complétées sur 379 tentées, un gain total de 2 465 yards, 12 touchdowns inscrits par la passe et 6 interceptions.

#### Broncos de Denver (2019)

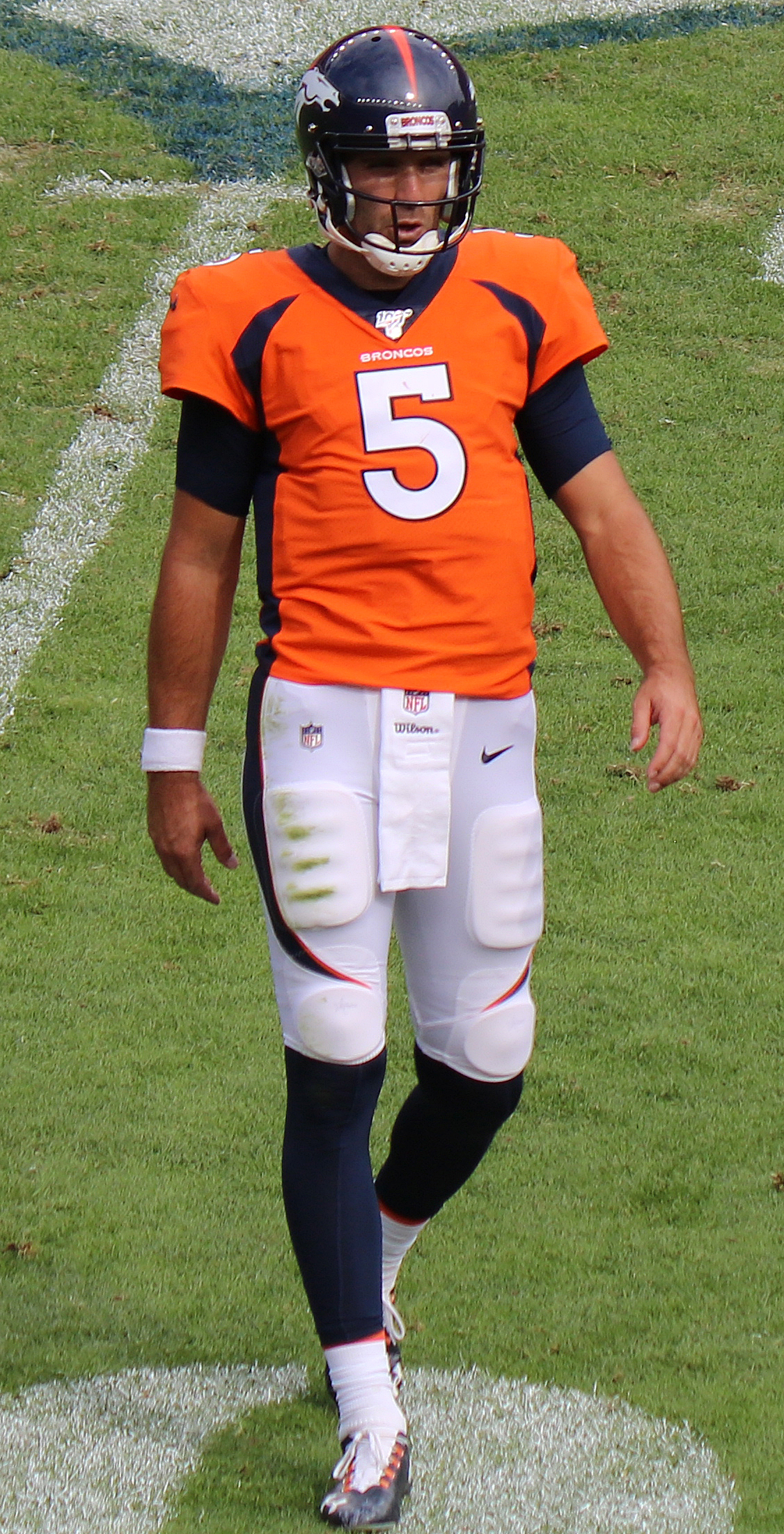
Joe Flacco en 2019.

Convaincus par les performances de Lamar Jackson qui devient le quaterback titulaire, les Ravens échangent Flacco aux Broncos de Denver contre une sélection de quatrième tour, le 113e choix, lors de la draft 2019 de la NFL,.
Pour ses débuts avec les Broncos à l'occasion du match du lundi, Flacco gagne 268 yards à la passe et inscrit un touchdown malgré la défaite 16 à 24 en déplacement contre les Raiders d'Oakland. Il fait ses débuts au Empower Field at Mile High lors de la deuxième semaine contre les Bears de Chicago. Il y gagne 292 yards, inscrit un touchdown malgré une interception et une nouvelle défaite 14 à 16. À 31 secondes de la fin du match, il inscrit un touchdown à la suite d'une passe de sept yards réceptionnée par le receveur Emmanuel Sanders. La conversion à deux points réussie par ces deux mêmes joueurs et permet aux Broncos de mener au score 14 à 13. Cependant, les Bears remontent rapidement le terrain et le kicker Eddy Piñeiro (en) inscrit un field goal de 53 yards, leur donnant la victoire et gâchant de facto les débuts à domicile de Flacco. En quatrième semaine contre les Jaguars de Jacksonville, Flacco, malgré une quatrième défaite, 24 à 26, lance pour 303 yards et inscrit trois touchdowns malgré un interception. En 5e semaine contre les Chargers de Los Angeles, Flacco lance pour 182 yards pour une interception et inscrit un touchdown. Les Broncos remportent leur premier match de la saison 20 à 13. En 7e semaine contre les Chiefs de Kansas City à l'occasion du match du jeudi, Flacco gagne 213 yards à la passe. Il est victime de neuf sacks lors de ce match (record en carrière). Lors de la défaite 13 à 15 en 8e semaine contre les Colts d'Indianapolis, Flacco lance pour 174 yards. Au cours du match, il se blesse au cou, ce qui met fin prématurément à sa saison,.
Le 19 mars 2020, il est libéré par les Broncos à la suite des incertitudes concernant l'évolution de ses problèmes physiques. Il se fait d'ailleurs opérer au niveau du cou en avril 2020.

#### Jets de New York (2020)
Le 27 mai 2020, Flacco signe chez les Jets de New York en tant que remplaçant de Sam Darnoldpour un montant de 1,5 million de $. Le 2 octobre en 4e semaine lors de la défaite 37 à 28 contre les Broncos, il monte brièvement sur le terrain en fin de premier quart temps pour remplacer Darnold légèrement blessé à l'épaule. Il ne joue que deux snaps (2/2 passes réussies pour un gain de 16 yards)  avant le retour de Darnold en début du deuxième quart temps. La semaine suivante contre les Cardinals, Flacco est titulaire, Darnold n'étant pas remis de sa blessure. Il gagne 195 yards et inscrit un touchdown à la passe mais ne peut éviter la défaite (10 à 30). Il est également titulaire lors de la défaite 24 à 0 contre les Dolphins avec un bilan de 186 yards gagné, une ntyerception et un fumble recouvert. Darnold redevient titulaire en 7e semaine mais se blesse à nouveau la semaine suivante. Flacco réalise alors son meilleur match de la saison en 9e semaine contre les Patriots (18/25 passes réussies, 262 yards et 3 touchdowns à la passe). A l'issue du match, il dépasse Joe Montana  en devenant le 20e joueur au classement NFL des yards gagnés à la passe. Malheureusement, sa passe interceptée en fin de quatrième quart temps permet aux Patriots de remporter le match 30 à 27,. En 11e semaine lors de la défaite 28 à 34 contre les Chargers, il affiche 15/20 passes réussies, 205 yards, 2 touchdowns et une interception,.

#### Eagles de Philadelphia (2021)
Le 25 mars 2021, Flacco signe un contrat d'un an pour un montant de 3,5 millions de $ avec les Eagles de Philadelphie en tant que remplaçant du quarterback titulaire Jalen Hurts,,.

#### Jets de New York (2021-2022)
Le 25 octobre 2021, les Eagles échangent Flacco aux Jets contre un choix conditionnel de sixième tour de draft, le titulaire des Jets, Zach Wilson, souffrant du genou. Pour ses trois premiers matchs, il est considéré comme troisième quarterback derrière Mike White (en) et Josh Johnson (en). Il remplace White en 10e semaine en cours de match contre les Bills et totalise 3/3 passes réussies, 47 yards et un touchdown. Il est titularisé le 17 novembre 2021 pour le match de la 11e semaine contre les Dolphins.
Le 16 mars 2022, Flocco signe un contrat d'un an pour 3,5 millions de $ avec les Jets. Zach Wilson étant blessé, il est titulaire lors des trois premiers matchs. Il perd le premier match 9 à 24 contre son ancienne équipe des Ravens de Baltimore (37/59 passes réussies, 307 yards, un touchdown et une interception). Contre les Browns en 2e semaine, il totalise 307 yards et inscrit quatre toucdowns. Alors qu'il ne reste que 1 min et 22 s de jeu, les Jets sont menés 17 à 30. Flacco inscrit un touchdown de 66 yards (réception de Corey Davis). Les Jets réussissent l'onside-kick qui permet à Flacco d'inscrire un autre touchdown à 14 secondes de la fin du match donnant la victoire à son équipe 31 à 30. Flacco remporte ainsi son premier match en tant que titulaire depuis la saison 2019. Le 30 octobre, Flacco est rétrogradé au troisième rang des quarterbacks au profit de Mike White pour le match contre les Patriots. Il est désigné titulaire pour le dernier match de la saison, White s'étant blessé aux côtes.

#### Browns de Cleveland (2023)
Le 20 novembre 2023, Flacco signe chez les Browns pour intégrer leur équipe d'entraînement,, Deshaun Watson, le quarterback titulaire étant blessé pour le reste de la saison,. Il est désigné titulaire pour le match en 13e semaine contre les Rams, Dorian Thompson-Robinson (en) étant indisponible à la suite d'une commotion.
Il reste titulaire la semaine suivante et remporte le match 31 à 27 contre les Jaguars, réussissant 26 des 45 passes tentées pour un gain combiné de 311 yards, trois touchdowns malgré une interception. La franchise décide de le laisser titulaire pour le reste de la saison et signe un nouveau contrat d'un an avec les Browns le 14 décembre. Il remporte ensuite 36 à 22 le match contre les Texans (27/42 passes réussies, 368 yards, 3 touchdowns et deux interceptions). C'est la première fois de sa carrière qu'il remporte trois matchs consécutifs avec plus de 300 yards gagnés à la passe et il se voit décerner par FedEx le prix du meilleur joueur à la passe de la 16e semaine pour sa performance,. Contre les Jets en dernière semaine (victoire 37 à 20), Flacco inscrit trois touchdowns et gagne 296 yards à la passe au cours de la première mi-temps. Il qualifie les Browns pour la série éliminatoire. Il devient également le premier jour de l'histoire de la NFL à avoir gagné au moins 250 yards et inscrit plus touchdowns lors des cinq premiers match joués pour une franchise.
Le 13 janvier 2024,lors du tour de wild card contre les Texans, Flacco dispute son premier match de série éliminatoire depuis la saison 2015. Cette périodede neuf saisons sans phase finale est la deuxième plus longue de l'histoire de la NFL après celle de 12 saisons connue par Doug Flutie entre 1987 et 1999. Flacco effectue une grosse première mi-temps réussissant 15 des 19 passes tentées pour un gain de 172 yards et un touchdown. Cependant, deux interceptions retournées en touchdowns dans le troisième quart temps, conduisent Cleveland vers la défaite 14 à 45. Il s'agit de sa première défaite en phase finale puisqu'il affichait un bilan de 5 victoires jusque là. Après la saison, Flacco estd ésigné meilleur joueur revenant de la saison par l'Associated Press, devenant le joueur le plus âgé à remporter ce trophée depuis Jim Martin (en) en 1963.

#### Colts d'Indianapolis (2024)
Le 22 mars 2024, Flacco signe un contrat d'un an avec les Colts d'Indianapolis.
Remplaçant du quarterback Anthony Richardson en début de saison, celui-ci se blesse dès la 4e semaine contre les Steelers. Flacco le remplace, gagnant 168 yards tout en inscrivant deux touchdowns à la passe pour finalement remporter le match 27 à 24. Richardson toujours blessé, Flacco est titulaire la semaine suivante lors de la défaite 34 à 37 contre les Jaguars où il réussit 33 des 44 passes tentées, gagne 359 yards et inscrit trois touchdowns à la passe sans interception.
Richardson en difficultés, les Colts annoncent le 30 octobre que Flacco sera titulaire au poste de quarterback dès le match de la 9e semaine contre les Vikings. Après avoir perdu ses deux premiers matchs et commis six turnover au cours de ces matchs, Flacco est replacé sur le banc au profit de Richardson avant le match de la 11e semaine. Après une autre blessure de Richardson entre les 16 et 17e semaines, Flacco joue le match contre les Giants, en vue d'une éventuelle qualification pour la série éliminatoire. Cependant, bien que Flacco ait inscrit 2 touchdowns, il se fait intercepter à deux reprises et ce sont les Giants qui remportent le match 45 à 33 mettant ainsi fin à une série de 10 défaites consécutives tout en empêchant les Colts d'accéder à la phase finale.

#### Browns de Cleveland
Le 11 avril 2025, Flacco signe un contrat d'un an pour 4 millions de dollars pour revenir chez les Browns de Cleveland.

## Statistiques

### Universitaires
| Année       | Équipe                               | Statut      | MJ |         | Passes   | Passes | Passes | Passes | Passes | Passes | Passes  |       | Courses | Courses | Courses | Courses |
| Année       | Équipe                               | Statut      | MJ | Tentées | Réussies | Pct.   | Yards  | TD     | Int.   | Éval.  | Tentées | Yards | Moy.    | TD      |         |         |
| 2004        | Panthers de Pittsburgh (FBS)         | Fr.         | 03 | 04      | 01       | 25,0   | 0 11   | 0      | 0      | 048,1  | 06      | 0     | 0,0     | 0       |         |         |
| 2006        | Fightin' Blue Hens du Delaware (FCS) | Jr.         | 11 | 417     | 264      | 63,3   | 2 783  | 18     | 10     | 128,8  | 83      | 54    | 0,7     | 5       |         |         |
| 2007        | Fightin' Blue Hens du Delaware (FCS) | Sr.         | 15 | 521     | 331      | 63,5   | 4 263  | 23     | 05     | 144,9  | 64      | 22    | 0,3     | 4       |         |         |
| Totaux NCAA | Totaux NCAA                          | Totaux NCAA | 29 | 942     | 596      | 50,6   | 7 057  | 41     | 15     | 137,4  | 153     | 76    | 0,3     | 9       |         |         |

### Professionnelles
| Année                   | Équipe                  | MJ  |                 | Passes          | Passes          | Passes          | Passes          | Passes          | Passes          | Passes          |                 | Courses         | Courses         | Courses | Courses |  | Fumbles | Fumbles |
| Année                   | Équipe                  | MJ  | Tentées         | Réussies        | Pct.            | Yards           | TD              | Int.            | Éval.           | Tentées         | Yards           | Moy.            | TD              | Nb.     | Perdus  |  |         |         |
| 2008                    | Ravens de Baltimore     | 16  | 428             | 257             | 60,0            | 2 971           | 14              | 12              | 80,3            | 52              | 180             | 3,5             | 2               | 11      | 2       |  |         |         |
| 2009                    | Ravens de Baltimore     | 16  | 499             | 315             | 63,1            | 3 613           | 21              | 12              | 88,9            | 35              | 056             | 1,6             | 0               | 08      | 2       |  |         |         |
| 2010                    | Ravens de Baltimore     | 16  | 489             | 306             | 62,6            | 3 622           | 25              | 10              | 93,6            | 43              | 084             | 2,0             | 1               | 09      | 4       |  |         |         |
| 2011                    | Ravens de Baltimore     | 16  | 542             | 312             | 57,6            | 3 613           | 20              | 12              | 80,9            | 39              | 088             | 2,3             | 1               | 11      | 6       |  |         |         |
| 2012                    | Ravens de Baltimore     | 16  | 531             | 317             | 59,7            | 3 817           | 22              | 10              | 87,7            | 32              | 022             | 0,7             | 3               | 09      | 4       |  |         |         |
| 2013                    | Ravens de Baltimore     | 16  | 614             | 362             | 59,0            | 3 912           | 19              | 22              | 73,1            | 27              | 131             | 4,9             | 1               | 08      | 2       |  |         |         |
| 2014                    | Ravens de Baltimore     | 16  | 554             | 344             | 62,1            | 3 986           | 27              | 12              | 91,0            | 39              | 070             | 1,8             | 2               | 06      | 0       |  |         |         |
| 2015                    | Ravens de Baltimore     | 10  | 413             | 266             | 64,4            | 2 791           | 14              | 12              | 83,1            | 13              | 023             | 1,8             | 3               | 05      | 0       |  |         |         |
| 2016                    | Ravens de Baltimore     | 16  | 672             | 436             | 64,9            | 4 317           | 20              | 15              | 83,5            | 21              | 058             | 2,8             | 2               | 05      | 3       |  |         |         |
| 2017                    | Ravens de Baltimore     | 16  | 549             | 352             | 64,1            | 3 141           | 18              | 13              | 80,4            | 25              | 054             | 2,2             | 1               | 06      | 0       |  |         |         |
| 2018                    | Ravens de Baltimore     | 09  | 379             | 232             | 61,2            | 2 465           | 12              | 06              | 84,2            | 19              | 045             | 2,4             | 0               | 03      | 1       |  |         |         |
| 2019                    | Broncos de Denver       | 08  | 262             | 171             | 65,3            | 1 822           | 06              | 05              | 85,1            | 12              | 020             | 1,7             | 0               | 08      | 3       |  |         |         |
| 2020                    | Jets de New York        | 05  | 134             | 074             | 55,2            | 0 864           | 06              | 03              | 80,6            | 6               | 022             | 3,7             | 0               | 01      | 0       |  |         |         |
| 2021                    | Eagles de Philadelphie  | 0   | N'a pas joué    | N'a pas joué    | N'a pas joué    | N'a pas joué    | N'a pas joué    | N'a pas joué    | N'a pas joué    | N'a pas joué    | N'a pas joué    | N'a pas joué    | N'a pas joué    | -       | -       |  |         |         |
| 2021                    | Jets de New York        | 02  | 042             | 027             | 64,3            | 0 338           | 03              | 0               | 113             | 2               | 03              | 1,5             | 0               | 1       | 1       |  |         |         |
| 2022                    | Jets de New York        | 05  | 191             | 110             | 57,6            | 1 051           | 05              | 3               | 075,2           | 3               | 06              | 2,0             | 0               | 5       | 4       |  |         |         |
| 2023                    | Browns de Cleveland     | 05  | 204             | 123             | 60,3            | 1 616           | 13              | 8               | 090,2           | 9               | 02              | 0,2             | 0               | 4       | 1       |  |         |         |
| 2024                    | Colts d'Indianapolis    | 08  | 248             | 162             | 65,3            | 1 761           | 12              | 7               | 090,5           | 9               | 026             | 2,9             | 0               | 4       | 4       |  |         |         |
| 2025                    | Browns de Cleveland     | ?   | Saison en cours | Saison en cours | Saison en cours | Saison en cours | Saison en cours | Saison en cours | Saison en cours | Saison en cours | Saison en cours | Saison en cours | Saison en cours | ?       | ?       |  |         |         |
| Totaux en NFL           | Totaux en NFL           | 196 | 6 751           | 4 166           | 61,7            | 45 697          | 257             | 162             | 84,2            | 386             | 890             | 2,3             | 16              | 103     | 39      |  |         |         |
| Totaux chez les Ravens  | Totaux chez les Ravens  | 163 | 5 670           | 3 499           | 61,7            | 38 245          | 212             | 136             | 84,1            | 345             | 811             | 2,3             | 16              | 81      | 26      |  |         |         |
| Totaux chez les Broncos | Totaux chez les Broncos | 08  | 0262            | 0171            | 65,3            | 01 822          | 06              | 05              | 85,1            | 012             | 020             | 1,7             | 0               | 08      | 02      |  |         |         |
| Totaux chez les Jets    | Totaux chez les Jets    | 015 | 0367            | 0211            | 57,5            | 02 253          | 014             | 06              | 81,5            | 011             | 031             | 2,8             | 0               | 07      | 05      |  |         |         |

| Année         | Équipe              | MJ |         | Passes   | Passes | Passes | Passes | Passes | Passes | Passes  |       | Courses | Courses | Courses | Courses |  | Fumbles | Fumbles |
| Année         | Équipe              | MJ | Tentées | Réussies | Pct.   | Yards  | TD     | Int.   | Éval.  | Tentées | Yards | Moy.    | TD      | Nb.     | Perdus  |  |         |         |
| 2008          | Ravens de Baltimore | 3  | 075     | 33       | 44,0   | 0437   | 01     | 03     | 050,8  | 12      | 05    | 0,5     | 1       | 0       | 0       |  |         |         |
| 2009          | Ravens de Baltimore | 2  | 045     | 24       | 53,3   | 0223   | 0      | 03     | 039,4  | 07      | 07    | 1,0     | 0       | 0       | 0       |  |         |         |
| 2010          | Ravens de Baltimore | 2  | 064     | 41       | 64,1   | 0390   | 03     | 01     | 090,0  | 09      | 25    | 2,8     | 0       | 3       | 2       |  |         |         |
| 2011          | Ravens de Baltimore | 2  | 063     | 36       | 57,1   | 0482   | 04     | 01     | 096,1  | 06      | 26    | 4,3     | 0       | 1       | 0       |  |         |         |
| 2012          | Ravens de Baltimore | 4  | 126     | 73       | 57,9   | 1 140  | 11     | 0      | 117,2  | 08      | 16    | 2,0     | 0       | 1       | 1       |  |         |         |
| 2014          | Ravens de Baltimore | 2  | 074     | 46       | 62,2   | 0 551  | 06     | 02     | 100,7  | 08      | 08    | 1,0     | 0       | 1       | 0       |  |         |         |
| 2023          | Browns de Cleveland | 1  | 046     | 34       | 73,9   | 0 307  | 01     | 02     | 080,6  | 03      | 13    | 4,3     | 0       | 0       | 0       |  |         |         |
| Totaux NFL    | Totaux NFL          | 16 | 299     | 481      | 58,2   | 3 540  | 26     | 12     | 087,9  | 53      | 100   | 1,9     | 1       | 6       | 3       |  |         |         |
| Totaux Ravens | Totaux Ravens       | 15 | 253     | 447      | 56,6   | 3 233  | 25     | 10     | 088,6  | 50      | 87    | 1,7     | 1       | 6       | 3       |  |         |         |

## Contrats publicitaires
Flacco signé un contrat de trois ans avec Reebok lorsqu'il est rookie en 2008. En 2009-2010, Flacco était un porte-parole de Pizza Hut, qui vendait un produit appelé « Flacco's Favorites ». Flacco signe également avec Nike et 1st, ainsi que Haribo en janvier 2013. Également en 2013, Flacco signe un accord avec McDonald's afin de promouvoir son nouvel article de menu, les Mighty Wings. Flacco s'associe également à Opendorse, une plateforme de marketing pour les sportifs pour promouvoir une application mobile Zynga appelée NFL Showdown: Football Manager, ainsi qu'une ligne de vêtements pour femmes pour Spirit Football Jersey.

## Vie privée
Joe Flacco épouse Dana en 2011 et ont ensemble cinq enfants, leur premier enfant prénommé Stephen étant né en juin 2012. Daniel Flacco nait le 15 septembre 2013 soit environ une heure avant le début du match d'ouverture à domicile des Ravens. Francis Flacco nait en janvier 2015 et Thomas Flacco en avril 2018. Evelyn Flacco, fille unique des Flaccos, nait en septembre 2016.
Joe Flacco est l'aîné d'une fratrie de cinq garçons. Ses frères s'appellent Mike, John, Brian et Tom.